# Alive (chanson de Vincent Bueno)
Pour les articles homonymes, voir Alive.
Chansons représentant l'Autriche au Concours Eurovision de la chanson
Limits
(2019) Amen
(2021)
Alive est une chanson du chanteur autrichien Vincent Bueno sortie le 5 mars 2020 en téléchargement numérique. La chanson aurait dû représenter l'Autriche au Concours Eurovision de la chanson 2020, à Rotterdam, aux Pays-Bas.

## À l’Eurovision
Alive devait représenter l'Autriche au Concours Eurovision de la chanson 2020 après avoir été sélectionnée en interne par le diffuseur autrichien ORF.
La chanson aurait dû être interprétée en troisième et dernière position de l'ordre de passage de la deuxième demi-finale, le 14 mai 2020. Cependant, le 18 mars 2020, l'annulation du Concours en raison de la pandémie de Covid-19 est annoncée.